# Sân bay Shonai
Sân bay Shonai là một sân bay ở Sakata, Yamagata, Nhật Bản, gần thành phố Shonai (IATA: SYO, ICAO: RJSY).  Sân bay này có 1 đường băng dài 1999 m bề mặt nhựa đường.

## Các hãng hàng không và các tuyến điểm
Hiện có các hãng hàng không sau đang hoạt động tại sân bay này:
- All Nippon Airways (Tokyo-Haneda)
- Ibex Airlines (Osaka-Itami)